# Haselünne
Haselünne − miasto w północno-zachodniej części Niemiec, w kraju związkowym Dolna Saksonia, w powiecie Emsland, nad rzeką Hase. Leży ok. 15 km na wschód od miasta Meppen.

## Historia
Około roku 1000 miejscowość pojawia się po raz pierwszy w rejestrach benedyktyńskich pod nazwą Lunni. W 1252 r. Haselünne staje się własnością biskupa z Münster. W 1272 r. potwierdza on nadane wcześniej prawa miejskie. W 1803 r. miasto jako część okręgu Meppen zostaje przekazane księciu von Arenberg jako odszkodowanie za utracone ziemie na lewym brzegu Renu. W 1810 r. miasto zostaje przyłączone do Cesartwa Francuskiego, a w 1826 staje się własnością Królestwa Hanowerskiego, które w 1866 r. stało się częścią Prus. W 1894 r. uruchomiono linię kolejową pomiędzy Haselünne a Meppen. W 1946 r. miasto zostaje wcielone do Dolnej Saksonii. W wyniku reformy w 1974 r. połączono gminy Andrup, Bückelte, Dörgen, Eltern, Flechum, Hamm, Huden, Hülsen, Lage, Lahre,Lehrte, Lohe, Lotten i Westerloh w jedną gminę Haselünne. W 1977 w wyniku kolejnej reformy połączono powiaty Lingen, Meppen i Aschendorf-Hümmling w jeden powiat Emsland.

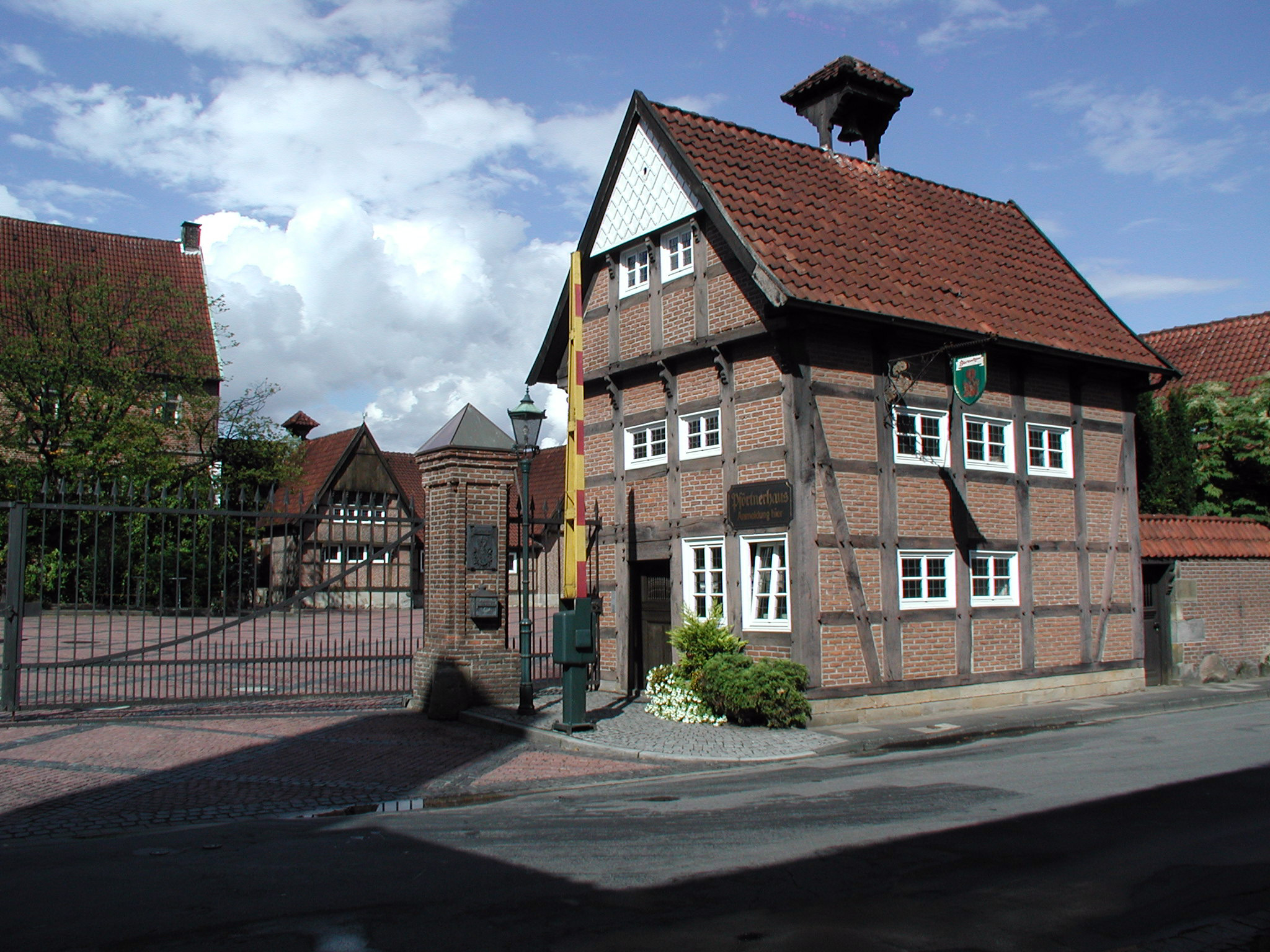
Gorzelnia w Haselünne

## Zabytki
- kościół św. Wincenta (St.-Vincentius-Kirche) pochodzący z lat 1450–1500 (kamień węgielny pochodzi z XII wieku)
- kościół klasztorny (Klosterkirche)
- Muzeum Gorzelnictwa (Brennereimuseum)